# 4323-as busz
A 4323-as jelzésű autóbuszvonal távolsági autóbusz-járat Debrecen és Magosliget között, Mátészalka és Fehérgyarmat érintésével, melyet a Volánbusz Zrt. lát el.

## Közlekedése
A járat Hajdú-Bihar vármegye és a Debreceni járás székhelye, Debrecen helyközi autóbusz-állomását köti össze a Szabolcs-Szatmár-Bereg vármegye Fehérgyarmati járásában található Magosligettel. Útvonala során több helyi jelentőségű várost is összeköt: a járásközpont Nyírbátort, a szintén járásközpont Mátészalkát, valamint Fehérgyarmatot. Egy járatpár utóbbi város után Tiszabecsbe közlekedik, illetve onnan indul. Napi fordulószáma alacsony, a teljes útvonalat egy indítás sem járja végig, viszont gyorsjáratnak tekinthető: csak egy-két helyen állnak meg az egyes településeken belül. Az összevonás előtt a Szabolcs Volán üzemeltette.
Debrecen és Fehérgyarmat között párhuzamos a 110-es, majd 113-as vasútvonallal.

## Megállóhelyei
| 0  | Debrecen, autóbusz-állomás végállomás   | 43 | 5, 5A 10, 10A, 10Y, 46, 46H, 46E 1301, 1343, 1344, 1372, 1373, 1374, 1432, 1440, 1441, 1443, 1444, 1446, 1447, 1449, 1450, 1501, 4225, 4304, 4324, 4400, 4401, 4402, 4403, 4405, 4406, 4407, 4408, 4410, 4412, 4413, 4414, 4416, 4420, 4421, 4422, 4423, 4430, 4431, 4432, 4434, 4438, 4440, 4445, 4446, 4450, 4451, 4452, 4453, 4459, 4460, 4461, 4463, 4464, 4466, 4475, 4477, 4502, 4506, 4512, 4521 |
| 1  | Debrecen, vasútállomás                  | 42 | 1, 2 10, 10A, 10Y, 16, 18, 18Y, 21, 30, 30A, 30I, 30N, 37, 39, 42, 42A, 43, 44, 46, 46E, 47, 47Y, 48, 146, Airport1 1374, 1432, 1440, 1441, 1449, 1501, 4225, 4304, 4324, 4400, 4401, 4402, 4403, 4405, 4406, 4407, 4408, 4410, 4412, 1143, 4414, 4416, 4420, 4421, 4422, 4423, 4430, 4431, 4432, 4434, 4438, 4502, 4512 S506 sebesvonat, gyorsvonat, IC, EC, expresszvonat                             |
| 2  | Debrecen, Kassai utca (Árpád tér)       | 41 | 3, 3A, 5, 5A 11, 11G, 16, 22, 22Y, 24, 24Y, C1 1449, 4225, 4304, 4324, 4400, 4401, 4402, 4403, 4405, 4406, 4407, 4408 |
| 3  | Hajdúsámson, városháza                  | 40 | 4324, 4403, 4405, 4406, 4407, 4408, 4409 |
| 4  | Aradványpuszta, Vasút u.                | 39 | 4324, 4403, 4406, 4407 személyvonat |
| 5  | Nyíradony, Árpád tér                    | 38 | 4232, 4324, 4403, 4406, 4407, 4411, 4414 |
| 6  | Nyírmihálydi, autóbusz-váróterem        | 37 | 4222, 4223, 4238, 4324, 4380, 4403 |
| 7  | Nyírgelsei elágazás                     | 36 | 4238, 4324, 4380, 4403 |
| 8  | Nyírbogát, községháza                   | 35 | 4324, 4380, 4403 |
| 9  | Nyírbogát, Kossuth utca 41.             | 34 | 4324, 4380, 4403 |
| 10 | Nyírbátor, TESCO                        | 33 | 4324, 4380, 4403 |
| 11 | Nyírbátor, debreceni elágazás           | 32 | 4324, 4380, 4403 |
| 12 | Nyírbátor, Szentvér utca                | 31 | 4216, 4217, 4218, 4224, 4324, 4332, 4403 |
| 13 | Nyírbátor, BÁTORGÉP                     | 30 | 4218, 4332 |
| 14 | Nyírcsászári, nyírderzsi elágazás       | 29 | 4216, 4217, 4218, 4224, 4324, 4332 személyvonat |
| 15 | Hodász, vasútállomás bejárati út        | 28 | 4216, 4217, 4218, 4224, 4324, 4331, 4332, 4335 személyvonat |
| 16 | Nyírmeggyes, orvosi rendelő             | 27 | 4216, 4217, 4218, 4224, 4324, 4331, 4332 |
| 17 | Mátészalka, Kórház utca                 | 26 | 4216, 4217, 4218, 4224, 4324 |
| 18 | Mátészalka, autóbusz-állomás            | 25 | 4207, 4213, 4216, 4217, 4218, 4224, 4237, 4261, 4316, 4320, 4321, 4322, 4324, 4325, 4326, 4327, 4328, 4329, 4330, 4331, 4332, 4333, 4334, 4335 személyvonat, sebesvonat, IC |
| 19 | Mátészalka, Főtér                       | 24 | 4207, 4213, 4217, 4218, 4224, 4261, 4316, 4320, 4321, 4322, 4324, 4325, 4326, 4327, 4328, 4329, 4330, 4332, 4333, 4334, 4335 |
| 20 | Kocsord, községháza                     | 23 | 4213, 4216, 4217, 4218, 4224, 4237, 4320, 4322, 4324, 4325, 4326, 4327 |
| 21 | Győrtelek, tunyogmatolcsi elágazás      | 22 | 4213, 4216, 4217, 4218, 4224, 4237, 4320, 4322, 4325, 4326, 4327 személyvonat |
| 22 | Tunyogmatolcs, autóbusz-váróterem       | 21 | 4213, 4216, 4218, 4237, 4325, 4367 |
| 23 | Fehérgyarmat, Mártírok utca 5.          | 20 | 4213, 4218, 4325, 4367 |
| 24 | Fehérgyarmat, autóbusz-állomás          | 19 | 4209, 4213, 4216, 4218, 4237, 4306, 4310, 4325, 4350, 4352, 4353, 4355, 4356, 4358, 4360, 4361, 4366, 4367, 4368 |
| 25 | Kömörő, kultúrház                       | 18 | 4352 |
| 26 | Túristvándi, vízimalom                  | 17 | 4352 |
| 27 | Túristvándi, bejárati út                | 16 | 4352 |
| 28 | Szatmárcseke, posta                     | 15 | 4352 |
| 29 | Szatmárcseke, Petőfi utca 76.           | 14 | 4352 |
| 30 | Tiszakóród, Újkóród                     | 13 | 4352, 4353 |
| 31 | Tiszakóród, vegyesbolt                  | 12 | 4352, 4353 |
| 32 | Tiszakóród, Szabadság utca              | 11 | 4352, 4353 |
| 33 | 'Tiszacsécse, vegyesbolt                | 10 | 4352, 4353 |
| 34 | Tiszacsécse, községháza                 | 9  | 4352, 4353 |
| 35 | Milota, újsor                           | 8  | 4352, 4353 |
| 36 | Milota, községháza                      | 7  | 4352, 4353 |
| 37 | Milota, autóbusz-váróterem              | 6  | 4352, 4353 |
| 38 | Tiszabecs, alsó                         | 2  | 4352, 4353, 4355 |
| 39 | Tiszabecs, autóbusz-váróterem           | 4  | 4216, 4352, 4353, 4355 |
| 40 | Tiszabecs, Rákóczi Tsz.                 | 3  | 4352, 4353, 4355 |
| 41 | Uszka, községháza                       | 2  | 4352, 4353, 4355 |
| 42 | Magosliget, Fő utca 31.                 | 1  | 4352, 4353, 4355 |
| 43 | Magosliget, autóbusz-forduló végállomás | 0  | 4352, 4353, 4355 |

| 24 | Fehérgyarmat, autóbusz-állomásig útvonaluk megegyezik a Debrecen–Magosliget járatokkal | 7 |                                                       |
| 25 | Penyige, iskola                                                                        | 6 | 4216, 4352, 4353, 4355, 4358 személyvonat, sebesvonat |
| 26 | Mánd, Kossuth utca 7.                                                                  | 5 | 4216, 4352, 4353, 4355, 4358                          |
| 27 | Fülesd, autóbusz-váróterem                                                             | 4 | 4216, 4353, 4355                                      |
| 28 | Kölcse, vegyesbolt                                                                     | 3 | 4216, 4353, 4355                                      |
| 29 | Sonkád, vegyesbolt                                                                     | 2 | 4216, 4355                                            |
| 30 | Tiszabecs, autóbusz-váróterem                                                          | 1 | 4216, 4352, 4353, 4355                                |
| 31 | Tiszabecs, autóbusz-forduló végállomás                                                 | 0 | 4216, 4352, 4355                                      |